# Messenien
Messenien eller Messinia (mə-SEE -nee-ə; græsk: Μεσσηνία  [mesiˈni.a] ) er en regional enhed (perifereiaki enotita) i den sydvestlige del af periferien Peloponnes i Grækenland. Indtil implementeringen af Kallikratis-planen den 1. januar 2011 var Messenia et præfektur (nomos), der dækkede det samme område. Hovedstaden og største by i Messenia er Kalamata.

## Geografi
Messenien grænser op til Elis mod nord, Arcadia mod nordøst og Laconia mod sydøst. Det Ioniske Hav ligger mod vest, og Messinia-bugten mod syd. De vigtigste bjergkæder er Taygetus i øst, Kyparissia-bjergene i nordvest og Lykodimo i sydvest. De vigtigste floder er Neda i nord og Pamisos i det centrale Messenien.
Ud for sydkysten af det sydvestligste punkt af Messenia ligger øerne Messenienske Oinousses. De største af disse er Sapientza, Schiza og Venetiko. Den lille ø Sphacteria lukker Pylos bugten. Alle disse øer er næsten ubeboede.
Klimaet kan variere, i lavlandet er temperaturerne en smule varmere end Athen. Sne er ikke almindelig i vintermånederne bortset fra bjergene, især Taygetus. Regn og skyer er almindelige inde i landet.

### Organisation af Messenien
Før omorganiseringen i 2010 var Messenien en nomos (præfektur) indeholdende 29 dimoi (kommuner) og 2 koinotitter (samfund). Siden 2010 har Messenien været en regional enhed indeholdende kun 6 kommuner, men med samme indbyggertal, da det ikke ændrede område ved omlægningen. Omkring 25 kommuner og lokalsamfund blev politisk indlemmet i de øvrige 6 i henhold til nedenstående tabel, og blev til kommunale enheder.
| Kommune                 | Kommunal enhed | Sæde       |
| ----------------------- | -------------- | ---------- |
| Kalamata                | Kalamata       | Kalamata   |
| Kalamata                | Aris           | Kalamata   |
| Kalamata                | Arfara         | Kalamata   |
| Kalamata                | Thouria        | Kalamata   |
| Messene (Messini)       | Messene        | Messene    |
| Messene (Messini)       | Aipeia         | Messene    |
| Messene (Messini)       | Androusa       | Messene    |
| Messene (Messini)       | Aristomenis    | Messene    |
| Messene (Messini)       | Voufrades      | Messene    |
| Messene (Messini)       | Ithomi         | Messene    |
| Messene (Messini)       | Petalidi       | Messene    |
| Messene (Messini)       | Trikorfo       | Messene    |
| Oichalia                | Oichalia       | Meligalas  |
| Oichalia                | Andania        | Meligalas  |
| Oichalia                | Dorio          | Meligalas  |
| Oichalia                | Eira           | Meligalas  |
| Oichalia                | Meligalas      | Meligalas  |
| Pylos-Nestoras          | Pylos          | Pylos      |
| Pylos-Nestoras          | Koroni         | Pylos      |
| Pylos-Nestoras          | Methoni        | Pylos      |
| Pylos-Nestoras          | Nestoras       | Pylos      |
| Pylos-Nestoras          | Papaflessas    | Pylos      |
| Pylos-Nestoras          | Chiliochoria   | Pylos      |
| Trifylia                | Kyparissia     | Kyparissia |
| Trifylia                | Aetos          | Kyparissia |
| Trifylia                | Avlonas        | Kyparissia |
| Trifylia                | Gargalianoi    | Kyparissia |
| Trifylia                | Filiatra       | Kyparissia |
| Trifylia                | Tripyla        | Kyparissia |
| Vest Mani (Dytiki Mani) | Avia           | Kardamyli  |
| Vest Mani (Dytiki Mani) | Lefktro        | Kardamyli  |

De vigtigste byer og byer i Messenien er (rangeret efter 2011 folketællingen):
- Kalamata 54.567
- Filiatra 6.791
- Messini 6.287
- Kyparissia 5.784
- Gargalianoi 5.569
- Chora (Nestoras) 3.498
- Pylos 2.767

## Historie

### Oldtiden
Messenien er nævnt i det ældste værk af europæisk litteratur, Iliaden.  Navnet går utvivlsomt tilbage til i hvert fald bronzealderen, men dets oprindelse fortaber sig i en verden af mytologi. Regionen var en af de største, der blev erobret og gjort til slaver som heloter af det gamle Sparta.

### Middelalderen
I middelalderen delte Messenien formuen med resten af Peloponnes. Slående påmindelser om disse konflikter er givet af de bevarede ruiner af middelalderhøjborgene Kalamata, Coron (anc. Asine, mod. Korone), Modon (Methone) og Pylos. Messenien var en del af det byzantinske rige.

### Osmannisk og venetiansk periode
Meget af Messenien faldt i hænderne på de osmanniske tyrkere, men en del af området forblev hos den venetianske republik. I 1534 bosatte en gruppe familier, kendt som 'Coroni', sig i Piana degli Albanesi på Sicilien. De var arvanitter og grækere fra Koroni.
I løbet af 1680'erne blev hele Messenien genvundet af den venetianske republik i Morean-krigen og udgjorde en del af "Kongeriget Morea", indtil det blev genvundet af osmannerne i 1715. Mani-halvøen, en del af det moderne Messenien, var autonom fra tyrkisk styre på grund af det faktum, at den ikke havde nogen havne.

### Moderne periode
Messenien blev en del af det uafhængige Grækenland som følge af den græske uafhængighedskrig (1821-1832). Det berømte søslag ved Navarino fandt sted nær nuværende Pylos i 1827 og var en afgørende sejr for Grækenland og dets allierede. Befolkningen i området Kalamata og Messene steg fra 30.000 før Anden Verdenskrig op til næsten 80.000 i dag. Messenien led skade fra de græske skovbrande i 2007.